# Karin Schultz (tennisspelare)
Karin Schultz, född 1964, är en svensk före detta professionell tennisspelare. 
Schultz har bland annat vunnit över tio svenska mästerskap i tennis.  